# Bernard Coleman
Pour les articles homonymes, voir Coleman.
Bernard D. Coleman (né le 5 juillet 1930) est un physicien américain. Diplômé de l'Université Yale (1951), ses recherches concernent la thermodynamique et la rhéologie des polymères, ainsi que les grandes déformations des édifices moléculaires. Ses travaux ont été couronnés par la médaille Bingham en 1984.

## Carrière
Après sa soutenance de thèse, il fut employé par les laboratoires chimiques DuPont Co. au centre de recherche Carothers dans le Delaware, où il travailla sur les facteurs déterminant la résistance en traction des fibres polymères. Trois ans plus tard (1957), il accepta l'offre de directeur de recherche à l'Institut Mellon (en), où il effectua l'essentiel de sa carrière jusqu'en 1988. Simultanément, il fut professeur de mathématiques (1967-1988), de biologie mathématique (1974-1988) et de chimie (1984-1988) à l'université Carnegie-Mellon. En 1988, il accepta la chaire Gibbs de thermodynamique de l'université Rutgers, assortie du poste de directeur du département de mécanique de cet établissement.
Coleman est un spécialiste des lois de comportement des polymères. Il a donné une interprétation thermodynamique des déformations viscoélastiques non linéaires, et modélisé par la mécanique des milieux continus, les écoulements de fluides non-newtoniens en viscosimètre. Il a décrit les ondes acoustiques en milieu viscoélastique et la biréfringence des polymères,  enfin la stabilité des écoulements viscoélastiques. Ses publications se distinguent à la fois par la recherche d'une rigueur mathématique dans l'emploi des tenseurs de grandes déformations, et par la recherche de résultats directement utiles pour interpréter les expériences. 
Ses recherches avec W. Noll sur les restrictions imposées par la thermodynamique aux lois de comportement (The Thermodynamics of Elastic Materials with  Heat Conduction and Viscosity) ont largement fait école.

## Publication
- (avec Walter Noll et Hershel Markovitz) Viscometric Flows of Non-Newtonian Fluids, Theory and Experiment, New York, Springer-Verlag, 1966  (ISBN 978-3-54003672-2)

## Note
1. ↑  D'après (en) « Bernard D. Coleman », sur The Society of Rheology (consulté le 22 septembre 2021)
2. ↑  « Bernard D. Coleman, awarded Bingham Medal 1984, Elected Emeritus Fellow 2015 », sur The Society of Rheology, 25 juillet 2019